# پرواز ۲۴۱۵ یونایتد اکسپرس
پرواز یونایتد اکسپرس ۲۴۱۵ یک پرواز مسافربری برنامه‌ریزی شده بود که در شمال غربی ایالات متحده ازمبدا سیاتل به پاسکو، واشینگتن انجام می‌شد که با استفاده از یک هواپیمای جت‌استریم ۳۱ انجام می‌شد. اواخر سه‌شنبه، ۲۶ دسامبر ۱۹۸۹، پرواز ۲۴۱۵ هنگام تلاش برای فرود در فرودگاه تری-سیتیز پاسکو دچار واماندگی شد سقوط کرد و هر دو خلبان و هر چهار مسافر آن کشته شدند.

## هواپیما

### اطلاعات پرواز
شرکت هواپیمایی نورث پسیفیک ایرلاینز، که با نام یونایتد اکسپرس فعالیت می‌کرد، پرواز شماره ۲۴۱۵ را به عنوان یک پرواز ماز سیاتل به پاسکو، با یک توقف در یاکیما، انجام می‌داد.

### هواپیما
در شب حادثه، پرواز ۲۴۱۴ با استفاده از یک هواپیمای مسافربری دو موتوره توربوپراپ BAe Jetstream 31 با شماره ثبت N410UE انجام می‌شد.: 9 t. این هواپیما دوسال پیش از حادثه و در اکتبر ۱۹۸۷ ساخته شده بود و؛ ۴٬۹۷۲ ساعت پرواز کرده بود: ۹  این هواپیما دارای قابلیت هشدار نزدیکی به زمین وبه ضبط اطلاعات پرواز و ضبط صدای کابین خلبان مجهز نبود. همین امر باعث گمانه زنی‌ها دربارهٔ چگونگی سقوط هواپیما شد.: 13 

## خدمه
خلبان هواپیما، بری دبلیو. رابرتز ۳۸ ساله بود. او ۶۶۰۰ ساعت پرواز داشت که ۶۷۰ ساعت آن با همین هواپیما جت‌استریم بود. اولین افسر، داگلاس کی. مک‌اینرو ۲۵ ساله بود که ۲۷۹۲ ساعت پرواز داشت او هم فقط ۲۱۳ ساعت پرواز با این نوع هواپیما داشت که تقریباً تازه پرواز را با این هواپیما شروع کرده بود.: ۵–۹٬۶۲ 

## حادثه
پرواز شماره ۲۴۱۵ ساعت ۲۰:۴۵ به وقت اقیانوس آرام از سیاتل حرکت کرد و بدون هیچ مشکل فنی گزارش شده‌ای به یاکیما رسید.کارمند بخش یخ زدایی از کاپیتان رابرتز پرسید که آیا می‌خواهد هواپیمایش یخ‌زدایی شود، اما کاپیتان امتناع کرد.
ساعت ۲۱:۵۹، کنترل‌کنندگان ترافیک هوایی در برج یاکیما اعلام کردند که فرودگاه یاکیما به دلیل شرایط آب و هوایی بسته است.: 2  اما در ساعت ۲۲:۰۰ خدمه توانستند مجوز فرود را بگیرند . کنترل‌کنندگان برج مراقبت به پرواز ۲۴۱۵ در ارتفاع بین ۴٬۰۰۰ و ۱۸٬۰۰۰ فوت (۱٬۲۰۰ و ۵٬۵۰۰ متر) «یخ‌زدگی خفیف تا متوسط» را گزارش دادند. که پرواز ۲۴۱۵ آن را تأیید کرد.
ساعت ۲۲:۲۶، پرواز ۲۴۱۵ برای تقرب با سیستم فرود با ابزار دقیق (ILS) به باند ۲۱R در فرودگاه تری-سیتیز پاسکو مجوز گرفت.
ساعت ۲۲:۳۰، در حالی که پرواز ۲۴۱۵ در حال نزدیک شدن نهایی به باند بود، کنترل‌کننده برج مراقبت فرودگاه پاسکو مشاهده کرد که پرواز ۲۴۱۵ برای نزدیک شدن نهایی به باند «بالاتر از حد معمول» پرواز می‌کند و همچنین سریع‌تر از حد معمول در حال کاهش ارتفاع است.: ۵  کنترلر فرود پرواز ۲۴۱۵ را تماشا کرد تا اینکه در فاصله ۴۰۰ فوتی (۱۲۰ متری) با باند 21R به زمین برخورد کرد. d ۴۰۰ فوت (۱۲۰ متر)  کنترل‌کننده به تیم‌های واکنش اضطراری اطلاع داد که ساعت ۲۲:۳۴ به محل سقوط رسیدند؛ : ۵ هواپیما نابود شد و هیچ بازمانده‌ای نداشت. : ۵ 